# Contracorriente (película de 2009)
Contracorriente es una película peruana dirigida por Javier Fuentes-León estrenada en 2010. Este drama romántico está protagonizado por Cristian Mercado y Manolo Cardona. Para su distribución internacional se usó el título inglés Undertow (contracorriente). La película fue seleccionada por el Consejo Nacional de Cinematografía para representar a Perú en los premios Óscar 2010 en la categoría de mejor película de habla no inglesa, aunque no fue elegida entre las finalistas.

## Argumento
La acción transcurre en un apacible pueblo pesquero donde todos se conocen. Miguel, un joven y varonil pescador cuya esposa va a dar a luz un hijo suyo, vive la cotidianidad de los pobladores de esos parajes entre largas jornadas de pesca, amigos, cervezas y la vida hogareña. Pero Miguel está inmerso en un doble juego, un triángulo amoroso secreto, porque tiene como amante a un forastero, Santiago, un pintor y homosexual asumido, que ve frustrado su afán de tener plenamente a Miguel para sí. El pescador se debate en un conflicto de identidades, doblegado a esa frenética pasión que siente por Santiago donde el amor se entrelaza con el deseo.
Tras un disgusto con su amante, Santiago muere ahogado en el mar. El hecho es descubierto luego de su inexplicable ausencia y de repente llega una fascinante brisa de realismo mágico: el difunto se presenta a Miguel como si estuviera vivo y solo él puede verlo y escucharlo, pero luego descubre el cadáver y lo ancla a las rocas del fondo del mar, para así seguir disfrutando de Santiago.
El drama emerge cuando otros pescadores descubren el cuerpo del pintor. La madre y la hermana, sabedoras de la homosexualidad del hijo y hermano, arriban para llevarse el cadáver pero acaban aceptando que este sea arrojado al mar, a la vieja usanza de los pobladores. Entonces, en un momento de amor y dignidad suprema, de desnudar su pasión secreta ante todos, Miguel carga el cadáver de su amado hacia el mar y allí se da la emotiva despedida final.

## Reparto
- Cristian Mercado como Miguel Salas.
- Tatiana Astengo como Mariela.
- Manolo Cardona como Santiago La Rosa.
- Attilia Boschetti como Sra. La Rosa
- José Chacaltana como Héctor.
- María Edelmira Palomino como Doña Flor.
- Julio Humberto Cavero como Padre Juan.
- Haydeé Cáceres como Trinidad.
- Emilram Cossío como Pato.
- Cindy Díaz como Isaura.
- Juan Pablo Olivos como Tano.
- Christian Fernández como Jacinto.
- Mónica Rossi como Ana.
- Germán González como Dr. Fernández
- Liliana Alegría como Carlata.

## Recepción crítica
Contracorriente recibió elogio universal de los críticos. Rotten Tomatoes reportó que el 88% de los críticos entregaron a Contracorriente una crítica positiva basada en 32 reseñas, con un calificación promedia de 7.3/10. En Metacritic, que asigna una calificación ponderada sobre 100 a las reseñas de los críticos de la corriente principal, la película recibió una aprobación de 76, basada en 13 reseñas, que indica «aclamación universal».
David Wiegand de San Francisco Chronicle entregó a Contracorriente unas perfectas 4 estrellas, y escribió: «Los logros de esta pequeña película son muchas, pero no menos importante es su capacidad para asumir una historia humana y la enmarca como una parábola, sin perder un ápice de credibilidad o el amor irresistible.» Allan Hunter de Daily Express entregó 4 sobre 5, escribiendo: «El argumento es pequeño, pero realmente se desarrolla en una conmovedora y tranquila historia de amor.» Ernest Hardy de Village Voice dijo en una reseña positiva: «Ambientada en un pequeño y pintoresco pueblo pesquero peruano, menos que una simple historia de salir del armario, es una historia de amor de autodeclaración infundido con realismo mágico.» David Edwards de Daily Mirror entregando cuatro estrellas sobre cinco, escribió: «Con su escenario idílico, un giro inesperado metafísico inteligente y un mensaje transmitido con sutileza, es un lloro garantizado para llenar los tejidos.» René Rodríguez de Miami Holder, entregando 3 estrellas sobre 4, escribió que «desde el inicio de Contracorriente, el escritor y director Javier Fuentes-León se niega a reducir a cualquiera de sus personajes a los clichés, el cual entrega a su película un poder fresco y cautivador.»

## Premios
| Año                                                  | Categoría                                 | Nominado/s          | Resultado |
| ---------------------------------------------------- | ----------------------------------------- | ------------------- | --------- |
| 2011 Festival de Cine Gay y Lésbico Pink Apple       | Premio del Público                        | Javier Fuentes-León | Ganador   |
| 2010 Festival Internacional de Cine de San Sebastián | Premio Sebastiane                         | Javier Fuentes-León | Ganador   |
| 2010 Festival de Cine de Sundance                    | World Cinema Audience Award               | Javier Fuentes-León | Ganador   |
| 2010 Festival de Cine de Sundance                    | Gran Premio del Jurado                    | Javier Fuentes-León | Ganador   |
| 2010 Festival Internacional de Cine de Cartagena     | Premio del Público                        | Javier Fuentes-León | Ganador   |
| 2010 Festival Internacional de Cine de Miami         | Premio del Público                        | Javier Fuentes-León | Ganador   |
| 2010 Festival Internacional de Cine de Montreal      | Premio del Público                        | Javier Fuentes-León | Ganador   |
| 2010 Chicago Latino Film Festival                    | Premio del Público                        | Javier Fuentes-León | Ganador   |
| 2010 Festival Internacional de Provincetown          | Premio del Público                        | Javier Fuentes-León | Ganador   |
| 2010 ArtFilmFest                                     | Mejor Película                            | Javier Fuentes-León | Ganador   |
| 2010 Festival Frameline                              | Mejor Ópera Prima                         | Javier Fuentes-León | Ganador   |
| 2010 Festival de Cine Latinoamericano de Utrecht     | Latin Angel Youth Award                   | Javier Fuentes-León | Ganador   |
| 2010 Madrid: X Semana de Cine Iberoamericano         | Mejor Largometraje                        | Javier Fuentes-León | Ganador   |
| 2010 Festival Internacional de Galway                | Premio del Público a la Mejor Ópera prima | Javier Fuentes-León | Ganador   |
| 2010 Festival OutFest                                | Special Prize for Artistic Achievement    | Javier Fuentes-León | Ganador   |
| 2010 Festival de Lima                                | Primer Premio de Público                  | Javier Fuentes-León | Ganador   |
| 2010 Premios Macondo                                 | Mejor Actor de Reparto                    | Manolo Cardona      | Ganador   |